# 1ª Squadriglia caccia
La 1ª Squadriglia caccia fu una squadriglia del Servizio Aeronautico del Regio Esercito.

## Storia
Nasce il 1º dicembre 1915, nella nuova denominazione dell'8ª Squadriglia da ricognizione e combattimento Nieuport in zona di guerra a Santa Caterina di Pasian di Prato, già 1ª Squadriglia autonoma su aeroplani Nieuport presso il Comando Battaglione Aviatori a Venaria Reale di Torino.
Comandata dal capitano Guido Tacchini con 4 piloti tra cui il tenente Francesco Baracca fa parte del Gruppo squadriglie per la difesa di Udine.
Nel 1915 comprendendo anche quanto fatto da quando era 8ª Nieuport effettua 89 voli di guerra su Nieuport 10.
All'inizio del 1916 si scioglie il Gruppo per la difesa di Udine ed in febbraio riceve i primi Nieuport 11.
Al 31 marzo dispone di 5 piloti ed undici Nieuport.
Il 7 aprile Baracca su Ni 11 attacca un Hansa-Brandenburg C.I del Sergente Adolf Ott e del Tenente osservatore Franz Lenarcic (che in seguito morirà per le ferite) della Flik 19 costringendolo all'atterraggio a Medeuzza ed il volontario Luigi Olivari, il cap. Domenico Bolognesi e Tacchini abbattono un altro Brandenburg dei tenenti Bogut Burian e Johann Osterreicher della Flik 2, che ha perso subito quota e velocità atterrando a Cortello di Pavia di Udine realizzando le prime vittorie certe dell'aviazione italiana in quanto i nemici vengono catturati.
Con il cambio di numerazione di tutte le squadriglie il 15 aprile 1916 la 1ª caccia diventa 70ª Squadriglia caccia.